# James Michael Harvey
Pour les articles homonymes, voir Harvey.
James Michael Harvey, né le 20 octobre 1949 à Milwaukee (Wisconsin), est un évêque catholique et cardinal américain, archiprêtre de la basilique Saint-Paul-hors-les-murs depuis novembre 2012.

## Biographie

### Formation
Il est ordonné prêtre le 29 juin 1975 par le pape Paul VI à Rome pour le diocèse de Milwaukee.

### Principaux ministères
En sortant de l'Académie pontificale ecclésiastique, il rejoint la diplomatie du Saint-Siège, le 25 mars 1980. Il passe deux ans à la nonciature apostolique (en) de Saint-Domingue en République dominicaine avant de retourner à Rome pour travailler à la secrétairerie d'État, à partir du 10 juillet 1982. Il est nommé assesseur de la secrétairerie d'État, le 22 juillet 1997.
Le 7 février 1998, il est nommé préfet de la Maison pontificale par le pape Jean-Paul II avec le titre d'évêque titulaire de Memphis (de). Il est élevé au rang d'archevêque le 29 septembre 2003 et garde sa fonction auprès de Benoît XVI.
Le 24 octobre 2012, Benoît XVI annonce que Harvey sera créé cardinal lors du consistoire qui se tiendra le 24 novembre de la même année,.
La veille de sa création cardinalice, il est nommé archiprêtre de la basilique Saint-Paul-hors-les-murs.
Le 24 novembre 2012, le pape préside son cinquième consistoire ordinaire public et élève James Michael Harvey au collège des cardinaux avec le titre de cardinal-diacre de San Pio V a Villa Carpegna. À titre de cardinal protodiacre, c'est lui qui lors d'un conclave aurait à prononcer l'Habemus papam.
Le 1er juillet 2024, il opte pour l'ordre des cardinaux-prêtres et devient cardinal-prêtre pro hac vice de San Pio V a Villa Carpegna. Ce n'est donc plus lui qui doit prononcer l'Habemus papam en cas de conclave.

## Distinctions
- Grand-croix de l'ordre d'Isabelle la Catholique